# Tour de Suisse 2024
Tour de Suisse 2024 var den 87:e upplagan av det schweiziska etapploppet Tour de Suisse. Cykelloppets åtta etapper kördes mellan den 9 och 16 juni 2024 med start i Vaduz och målgång i Villars-sur-Ollon. Loppet var en del av UCI World Tour 2024 och vanns av brittiske Adam Yates från cykelstallet UAE Team Emirates.

## Deltagande lag
| WorldTeams (18)- Alpecin-Deceuninck - Arkéa-B&B Hotels - Astana Qazaqstan Team - Bahrain Victorious - Bora-Hansgrohe - Cofidis - Decathlon-AG2R La Mondiale - EF Education-EasyPost - Groupama-FDJ - Ineos Grenadiers - Intermarché-Wanty - Lidl-Trek - Movistar Team - Soudal Quick-Step - Team dsm-firmenich PostNL - Team Jayco AlUla - Team Visma \| Lease a Bike - UAE Team Emirates ProTeams (5)- Israel-Premier Tech - Lotto Dstny - Q36.5 Pro Cycling Team - Tudor Pro Cycling Team - Corratec-Vini Fantini Landslag- Schweiz |
| |

## Etapper
| Etapp | Datum  | Start – mål                           | type        | Distans (km) | Höjdskillnad (m) | Etappvinnare   | Totalledare     |
| ----- | ------ | ------------------------------------- | ----------- | ------------ | ---------------- | -------------- | --------------- |
| 1     | 9 jun  | Vaduz – Vaduz                         | Tempoetapp  | 4,8          | 25 m             | Yves Lampaert  | Yves Lampaert   |
| 2     | 10 jun | Vaduz – Regensdorf                    |             | 177,3        | 2 411 m          | Bryan Coquard  | Yves Lampaert   |
| 3     | 11 jun | Steinmaur – Rüschlikon                | Flack etapp | 161,7        | 1 974 m          | Thibau Nys     | Alberto Bettiol |
| 4     | 12 jun | Rüschlikon – Saint Gotthard Pass      | Bergsetapp  | 171          | 3 551 m          | Torstein Træen | Adam Yates      |
| 5     | 13 jun | Ambrì – Carì                          | Bergsetapp  | 148,6        | 3 206 m          | Adam Yates     | Adam Yates      |
| 6     | 14 jun | Ulrichen – Blatten                    | Bergsetapp  | 42,5         | 848 m            | João Almeida   | Adam Yates      |
| 7     | 15 jun | Villars-sur-Ollon – Villars-sur-Ollon | Bergsetapp  | 118,2        | 3 021 m          | Adam Yates     | Adam Yates      |
| 8     | 16 jun | Villars-sur-Ollon – Villars-sur-Ollon |             | 15,7         | 865 m            | João Almeida   | Adam Yates      |

### 1:a etappen
| Vaduz - Vaduz | Tempoetapp | (4,8 km) |

| \| Placeringar i etappen \| Placeringar i etappen \| Placeringar i etappen \| Placeringar i etappen \| Placeringar i etappen \| \| Cyklist \| Cyklist \| Lag \| Tid \| \| \| --------------------- \| --------------------- \| --------------------- \| --------------------- \| --------------------- \| \| 1. \| Yves Lampaert \| Soudal Quick-Step \| 5' 05" \| \| \| 2. \| Stefan Bissegger \| EF Education-EasyPost \| + 3" \| \| \| 3. \| Ethan Hayter \| Ineos Grenadiers \| + 3" \| \| \| 4. \| João Almeida \| UAE Team Emirates \| + 6" \| \| \| 5. \| Finn Fisher-Black \| UAE Team Emirates \| + 7" \| \| \| 6. \| Samuel Watson \| Groupama-FDJ \| + 8" \| \| \| 7. \| Alberto Bettiol \| EF Education-EasyPost \| + 9" \| \| \| 8. \| Stefan Küng \| Groupama-FDJ \| + 10" \| \| \| 9. \| Mauro Schmid \| Team Jayco AlUla \| + 10" \| \| \| 10. \| Søren Kragh Andersen \| Alpecin-Deceuninck \| + 10" \| \| |                      |                       |        |
| |                      |                       |        |
| Källa: ProCyclingStats |                      |                       |        |
| Placeringar i etappen |                      |                       |        |
| Cyklist | Cyklist              | Lag                   | Tid    |
| 1. | Yves Lampaert        | Soudal Quick-Step     | 5' 05" |
| 2. | Stefan Bissegger     | EF Education-EasyPost | + 3"   |
| 3. | Ethan Hayter         | Ineos Grenadiers      | + 3"   |
| 4. | João Almeida         | UAE Team Emirates     | + 6"   |
| 5. | Finn Fisher-Black    | UAE Team Emirates     | + 7"   |
| 6. | Samuel Watson        | Groupama-FDJ          | + 8"   |
| 7. | Alberto Bettiol      | EF Education-EasyPost | + 9"   |
| 8. | Stefan Küng          | Groupama-FDJ          | + 10"  |
| 9. | Mauro Schmid         | Team Jayco AlUla      | + 10"  |
| 10. | Søren Kragh Andersen | Alpecin-Deceuninck    | + 10"  |

| \| Totaltävlingen \| Totaltävlingen \| Totaltävlingen \| Totaltävlingen \| Totaltävlingen \| \| Cyklist \| Cyklist \| Lag \| Tid \| \| \| -------------- \| -------------------- \| --------------------- \| -------------- \| -------------- \| \| 1. \| Yves Lampaert \| Soudal Quick-Step \| 5' 05" \| \| \| 2. \| Stefan Bissegger \| EF Education-EasyPost \| + 3" \| \| \| 3. \| Ethan Hayter \| Ineos Grenadiers \| + 4" \| \| \| 4. \| João Almeida \| UAE Team Emirates \| + 7" \| \| \| 5. \| Finn Fisher-Black \| UAE Team Emirates \| + 7" \| \| \| 6. \| Samuel Watson \| Groupama-FDJ \| + 9" \| \| \| 7. \| Alberto Bettiol \| EF Education-EasyPost \| + 9" \| \| \| 8. \| Stefan Küng \| Groupama-FDJ \| + 11" \| \| \| 9. \| Mauro Schmid \| Team Jayco AlUla \| + 11" \| \| \| 10. \| Søren Kragh Andersen \| Alpecin-Deceuninck \| + 11" \| \| |                      |                       |        |
| |                      |                       |        |
| Källa: ProCyclingStats |                      |                       |        |
| Totaltävlingen |                      |                       |        |
| Cyklist | Cyklist              | Lag                   | Tid    |
| 1. | Yves Lampaert        | Soudal Quick-Step     | 5' 05" |
| 2. | Stefan Bissegger     | EF Education-EasyPost | + 3"   |
| 3. | Ethan Hayter         | Ineos Grenadiers      | + 4"   |
| 4. | João Almeida         | UAE Team Emirates     | + 7"   |
| 5. | Finn Fisher-Black    | UAE Team Emirates     | + 7"   |
| 6. | Samuel Watson        | Groupama-FDJ          | + 9"   |
| 7. | Alberto Bettiol      | EF Education-EasyPost | + 9"   |
| 8. | Stefan Küng          | Groupama-FDJ          | + 11"  |
| 9. | Mauro Schmid         | Team Jayco AlUla      | + 11"  |
| 10. | Søren Kragh Andersen | Alpecin-Deceuninck    | + 11"  |

### 2:a etappen
| Vaduz - Regensdorf |  | (177,3 km) |

| \| Placeringar i etappen \| Placeringar i etappen \| Placeringar i etappen \| Placeringar i etappen \| Placeringar i etappen \| \| Cyklist \| Cyklist \| Lag \| Tid \| \| \| --------------------- \| --------------------- \| --------------------- \| --------------------- \| --------------------- \| \| 1. \| Bryan Coquard \| Cofidis \| 4t 06' 39" \| \| \| 2. \| Michael Matthews \| Team Jayco AlUla \| + 0" \| \| \| 3. \| Arnaud De Lie \| Lotto Dstny \| + 0" \| \| \| 4. \| Brandon Rivera \| Ineos Grenadiers \| + 0" \| \| \| 5. \| Rui Costa \| EF Education-EasyPost \| + 0" \| \| \| 6. \| Axel Laurance \| Alpecin-Deceuninck \| + 0" \| \| \| 7. \| Tom Pidcock \| Ineos Grenadiers \| + 0" \| \| \| 8. \| Roger Adrià \| Bora-Hansgrohe \| + 0" \| \| \| 9. \| Francesco Busatto \| Intermarché-Wanty \| + 0" \| \| \| 10. \| Stephen Williams \| Israel-Premier Tech \| + 0" \| \| |                   |                       |            |
| |                   |                       |            |
| Källa: ProCyclingStats |                   |                       |            |
| Placeringar i etappen |                   |                       |            |
| Cyklist | Cyklist           | Lag                   | Tid        |
| 1. | Bryan Coquard     | Cofidis               | 4t 06' 39" |
| 2. | Michael Matthews  | Team Jayco AlUla      | + 0"       |
| 3. | Arnaud De Lie     | Lotto Dstny           | + 0"       |
| 4. | Brandon Rivera    | Ineos Grenadiers      | + 0"       |
| 5. | Rui Costa         | EF Education-EasyPost | + 0"       |
| 6. | Axel Laurance     | Alpecin-Deceuninck    | + 0"       |
| 7. | Tom Pidcock       | Ineos Grenadiers      | + 0"       |
| 8. | Roger Adrià       | Bora-Hansgrohe        | + 0"       |
| 9. | Francesco Busatto | Intermarché-Wanty     | + 0"       |
| 10. | Stephen Williams  | Israel-Premier Tech   | + 0"       |

| \| Totaltävlingen \| Totaltävlingen \| Totaltävlingen \| Totaltävlingen \| Totaltävlingen \| \| Cyklist \| Cyklist \| Lag \| Tid \| \| \| -------------- \| -------------------- \| --------------------- \| -------------- \| -------------- \| \| 1. \| Yves Lampaert \| Soudal Quick-Step \| 4t 11' 44" \| \| \| 2. \| Ethan Hayter \| Ineos Grenadiers \| + 4" \| \| \| 3. \| João Almeida \| UAE Team Emirates \| + 7" \| \| \| 4. \| Finn Fisher-Black \| UAE Team Emirates \| + 7" \| \| \| 5. \| Michael Matthews \| Team Jayco AlUla \| + 7" \| \| \| 6. \| Samuel Watson \| Groupama-FDJ \| + 9" \| \| \| 7. \| Alberto Bettiol \| EF Education-EasyPost \| + 9" \| \| \| 8. \| Stefan Küng \| Groupama-FDJ \| + 11" \| \| \| 9. \| Mauro Schmid \| Team Jayco AlUla \| + 11" \| \| \| 10. \| Søren Kragh Andersen \| Alpecin-Deceuninck \| + 11" \| \| |                      |                       |            |
| |                      |                       |            |
| Källa: ProCyclingStats |                      |                       |            |
| Totaltävlingen |                      |                       |            |
| Cyklist | Cyklist              | Lag                   | Tid        |
| 1. | Yves Lampaert        | Soudal Quick-Step     | 4t 11' 44" |
| 2. | Ethan Hayter         | Ineos Grenadiers      | + 4"       |
| 3. | João Almeida         | UAE Team Emirates     | + 7"       |
| 4. | Finn Fisher-Black    | UAE Team Emirates     | + 7"       |
| 5. | Michael Matthews     | Team Jayco AlUla      | + 7"       |
| 6. | Samuel Watson        | Groupama-FDJ          | + 9"       |
| 7. | Alberto Bettiol      | EF Education-EasyPost | + 9"       |
| 8. | Stefan Küng          | Groupama-FDJ          | + 11"      |
| 9. | Mauro Schmid         | Team Jayco AlUla      | + 11"      |
| 10. | Søren Kragh Andersen | Alpecin-Deceuninck    | + 11"      |

### 3:e etappen
| Steinmaur - Rüschlikon | Flack etapp | (161,7 km) |

| \| Placeringar i etappen \| Placeringar i etappen \| Placeringar i etappen \| Placeringar i etappen \| Placeringar i etappen \| \| Cyklist \| Cyklist \| Lag \| Tid \| \| \| --------------------- \| --------------------- \| -------------------------- \| --------------------- \| --------------------- \| \| 1. \| Thibau Nys \| Lidl-Trek \| 3t 27' 31" \| \| \| 2. \| Stephen Williams \| Israel-Premier Tech \| + 0" \| \| \| 3. \| Alberto Bettiol \| EF Education-EasyPost \| + 0" \| \| \| 4. \| Roger Adrià \| Bora-Hansgrohe \| + 0" \| \| \| 5. \| Paul Lapeira \| Decathlon-AG2R La Mondiale \| + 0" \| \| \| 6. \| Wilco Kelderman \| Team Visma \\| Lease a Bike \| + 0" \| \| \| 7. \| Adam Yates \| UAE Team Emirates \| + 0" \| \| \| 8. \| Mattias Skjelmose \| Lidl-Trek \| + 3" \| \| \| 9. \| Ben Tulett \| Team Visma \\| Lease a Bike \| + 3" \| \| \| 10. \| Richard Carapaz \| EF Education-EasyPost \| + 3" \| \| |                   |                            |            |
| |                   |                            |            |
| Källa: ProCyclingStats |                   |                            |            |
| Placeringar i etappen |                   |                            |            |
| Cyklist | Cyklist           | Lag                        | Tid        |
| 1. | Thibau Nys        | Lidl-Trek                  | 3t 27' 31" |
| 2. | Stephen Williams  | Israel-Premier Tech        | + 0"       |
| 3. | Alberto Bettiol   | EF Education-EasyPost      | + 0"       |
| 4. | Roger Adrià       | Bora-Hansgrohe             | + 0"       |
| 5. | Paul Lapeira      | Decathlon-AG2R La Mondiale | + 0"       |
| 6. | Wilco Kelderman   | Team Visma \| Lease a Bike | + 0"       |
| 7. | Adam Yates        | UAE Team Emirates          | + 0"       |
| 8. | Mattias Skjelmose | Lidl-Trek                  | + 3"       |
| 9. | Ben Tulett        | Team Visma \| Lease a Bike | + 3"       |
| 10. | Richard Carapaz   | EF Education-EasyPost      | + 3"       |

| \| Totaltävlingen \| Totaltävlingen \| Totaltävlingen \| Totaltävlingen \| Totaltävlingen \| \| Cyklist \| Cyklist \| Lag \| Tid \| \| \| -------------- \| ----------------- \| -------------------------- \| -------------- \| -------------- \| \| 1. \| Alberto Bettiol \| EF Education-EasyPost \| 7t 39' 20" \| \| \| 2. \| Ethan Hayter \| Ineos Grenadiers \| + 6" \| \| \| 3. \| Wilco Kelderman \| Team Visma \\| Lease a Bike \| + 6" \| \| \| 4. \| Stephen Williams \| Israel-Premier Tech \| + 3" \| \| \| 5. \| João Almeida \| UAE Team Emirates \| + 9" \| \| \| 6. \| Finn Fisher-Black \| UAE Team Emirates \| + 9" \| \| \| 7. \| Mattias Skjelmose \| Lidl-Trek \| + 9" \| \| \| 8. \| Adam Yates \| UAE Team Emirates \| + 10" \| \| \| 9. \| Jan Christen \| UAE Team Emirates \| + 11" \| \| \| 10. \| Roger Adrià \| Bora-Hansgrohe \| + 13" \| \| |                   |                            |            |
| |                   |                            |            |
| Källa: ProCyclingStats |                   |                            |            |
| Totaltävlingen |                   |                            |            |
| Cyklist | Cyklist           | Lag                        | Tid        |
| 1. | Alberto Bettiol   | EF Education-EasyPost      | 7t 39' 20" |
| 2. | Ethan Hayter      | Ineos Grenadiers           | + 6"       |
| 3. | Wilco Kelderman   | Team Visma \| Lease a Bike | + 6"       |
| 4. | Stephen Williams  | Israel-Premier Tech        | + 3"       |
| 5. | João Almeida      | UAE Team Emirates          | + 9"       |
| 6. | Finn Fisher-Black | UAE Team Emirates          | + 9"       |
| 7. | Mattias Skjelmose | Lidl-Trek                  | + 9"       |
| 8. | Adam Yates        | UAE Team Emirates          | + 10"      |
| 9. | Jan Christen      | UAE Team Emirates          | + 11"      |
| 10. | Roger Adrià       | Bora-Hansgrohe             | + 13"      |

### 4:e etappen
| Rüschlikon - Saint Gotthard Pass | Bergsetapp | (171 km) |

| \| Placeringar i etappen \| Placeringar i etappen \| Placeringar i etappen \| Placeringar i etappen \| Placeringar i etappen \| \| Cyklist \| Cyklist \| Lag \| Tid \| \| \| --------------------- \| --------------------- \| -------------------------- \| --------------------- \| --------------------- \| \| 1. \| Torstein Træen \| Bahrain Victorious \| 4t 10' 21" \| \| \| 2. \| Adam Yates \| UAE Team Emirates \| + 23" \| \| \| 3. \| Mattias Skjelmose \| Lidl-Trek \| + 48" \| \| \| 4. \| João Almeida \| UAE Team Emirates \| + 48" \| \| \| 5. \| Egan Bernal \| Ineos Grenadiers \| + 1' 00" \| \| \| 6. \| Oscar Onley \| Team dsm-firmenich PostNL \| + 1' 27" \| \| \| 7. \| Enric Mas \| Movistar Team \| + 1' 27" \| \| \| 8. \| Felix Gall \| Decathlon-AG2R La Mondiale \| + 1' 27" \| \| \| 9. \| Cian Uijtdebroeks \| Team Visma \\| Lease a Bike \| + 1' 27" \| \| \| 10. \| Matthew Riccitello \| Israel-Premier Tech \| + 1' 27" \| \| |                    |                            |            |
| |                    |                            |            |
| Källa: ProCyclingStats |                    |                            |            |
| Placeringar i etappen |                    |                            |            |
| Cyklist | Cyklist            | Lag                        | Tid        |
| 1. | Torstein Træen     | Bahrain Victorious         | 4t 10' 21" |
| 2. | Adam Yates         | UAE Team Emirates          | + 23"      |
| 3. | Mattias Skjelmose  | Lidl-Trek                  | + 48"      |
| 4. | João Almeida       | UAE Team Emirates          | + 48"      |
| 5. | Egan Bernal        | Ineos Grenadiers           | + 1' 00"   |
| 6. | Oscar Onley        | Team dsm-firmenich PostNL  | + 1' 27"   |
| 7. | Enric Mas          | Movistar Team              | + 1' 27"   |
| 8. | Felix Gall         | Decathlon-AG2R La Mondiale | + 1' 27"   |
| 9. | Cian Uijtdebroeks  | Team Visma \| Lease a Bike | + 1' 27"   |
| 10. | Matthew Riccitello | Israel-Premier Tech        | + 1' 27"   |

| \| Totaltävlingen \| Totaltävlingen \| Totaltävlingen \| Totaltävlingen \| Totaltävlingen \| \| Cyklist \| Cyklist \| Lag \| Tid \| \| \| -------------- \| ------------------ \| -------------------------- \| -------------- \| -------------- \| \| 1. \| Adam Yates \| UAE Team Emirates \| 11t 50' 08" \| \| \| 2. \| João Almeida \| UAE Team Emirates \| + 26" \| \| \| 3. \| Mattias Skjelmose \| Lidl-Trek \| + 26" \| \| \| 4. \| Egan Bernal \| Ineos Grenadiers \| + 49" \| \| \| 5. \| Wilco Kelderman \| Team Visma \\| Lease a Bike \| + 1' 15" \| \| \| 6. \| Oscar Onley \| Team dsm-firmenich PostNL \| + 1' 17" \| \| \| 7. \| Enric Mas \| Movistar Team \| + 1' 17" \| \| \| 8. \| Cian Uijtdebroeks \| Team Visma \\| Lease a Bike \| + 1' 21" \| \| \| 9. \| Matthew Riccitello \| Israel-Premier Tech \| + 1' 25" \| \| \| 10. \| Felix Gall \| Decathlon-AG2R La Mondiale \| + 1' 42" \| \| |                    |                            |             |
| |                    |                            |             |
| Källa: ProCyclingStats |                    |                            |             |
| Totaltävlingen |                    |                            |             |
| Cyklist | Cyklist            | Lag                        | Tid         |
| 1. | Adam Yates         | UAE Team Emirates          | 11t 50' 08" |
| 2. | João Almeida       | UAE Team Emirates          | + 26"       |
| 3. | Mattias Skjelmose  | Lidl-Trek                  | + 26"       |
| 4. | Egan Bernal        | Ineos Grenadiers           | + 49"       |
| 5. | Wilco Kelderman    | Team Visma \| Lease a Bike | + 1' 15"    |
| 6. | Oscar Onley        | Team dsm-firmenich PostNL  | + 1' 17"    |
| 7. | Enric Mas          | Movistar Team              | + 1' 17"    |
| 8. | Cian Uijtdebroeks  | Team Visma \| Lease a Bike | + 1' 21"    |
| 9. | Matthew Riccitello | Israel-Premier Tech        | + 1' 25"    |
| 10. | Felix Gall         | Decathlon-AG2R La Mondiale | + 1' 42"    |

### 5:e etappen
| Ambrì - Carì | Bergsetapp | (148,6 km) |

| \| Placeringar i etappen \| Placeringar i etappen \| Placeringar i etappen \| Placeringar i etappen \| Placeringar i etappen \| \| Cyklist \| Cyklist \| Lag \| Tid \| \| \| --------------------- \| --------------------- \| -------------------------- \| --------------------- \| --------------------- \| \| 1. \| Adam Yates \| UAE Team Emirates \| 3t 54' 37" \| \| \| 2. \| João Almeida \| UAE Team Emirates \| + 5" \| \| \| 3. \| Egan Bernal \| Ineos Grenadiers \| + 16" \| \| \| 4. \| Matthew Riccitello \| Israel-Premier Tech \| + 18" \| \| \| 5. \| Enric Mas \| Movistar Team \| + 22" \| \| \| 6. \| Oscar Onley \| Team dsm-firmenich PostNL \| + 54" \| \| \| 7. \| Tom Pidcock \| Ineos Grenadiers \| + 54" \| \| \| 8. \| Sergio Higuita \| Bora-Hansgrohe \| + 1' 03" \| \| \| 9. \| Felix Gall \| Decathlon-AG2R La Mondiale \| + 1' 13" \| \| \| 10. \| Cian Uijtdebroeks \| Team Visma \\| Lease a Bike \| + 1' 20" \| \| |                    |                            |            |
| |                    |                            |            |
| Källa: ProCyclingStats |                    |                            |            |
| Placeringar i etappen |                    |                            |            |
| Cyklist | Cyklist            | Lag                        | Tid        |
| 1. | Adam Yates         | UAE Team Emirates          | 3t 54' 37" |
| 2. | João Almeida       | UAE Team Emirates          | + 5"       |
| 3. | Egan Bernal        | Ineos Grenadiers           | + 16"      |
| 4. | Matthew Riccitello | Israel-Premier Tech        | + 18"      |
| 5. | Enric Mas          | Movistar Team              | + 22"      |
| 6. | Oscar Onley        | Team dsm-firmenich PostNL  | + 54"      |
| 7. | Tom Pidcock        | Ineos Grenadiers           | + 54"      |
| 8. | Sergio Higuita     | Bora-Hansgrohe             | + 1' 03"   |
| 9. | Felix Gall         | Decathlon-AG2R La Mondiale | + 1' 13"   |
| 10. | Cian Uijtdebroeks  | Team Visma \| Lease a Bike | + 1' 20"   |

| \| Totaltävlingen \| Totaltävlingen \| Totaltävlingen \| Totaltävlingen \| Totaltävlingen \| \| Cyklist \| Cyklist \| Lag \| Tid \| \| \| -------------- \| ------------------ \| -------------------------- \| -------------- \| -------------- \| \| 1. \| Adam Yates \| UAE Team Emirates \| 15t 44' 35" \| \| \| 2. \| João Almeida \| UAE Team Emirates \| + 35" \| \| \| 3. \| Egan Bernal \| Ineos Grenadiers \| + 1' 11" \| \| \| 4. \| Enric Mas \| Movistar Team \| + 1' 49" \| \| \| 5. \| Matthew Riccitello \| Israel-Premier Tech \| + 1' 53" \| \| \| 6. \| Mattias Skjelmose \| Lidl-Trek \| + 2' 17" \| \| \| 7. \| Oscar Onley \| Team dsm-firmenich PostNL \| + 2' 21" \| \| \| 8. \| Tom Pidcock \| Ineos Grenadiers \| + 2' 46" \| \| \| 9. \| Cian Uijtdebroeks \| Team Visma \\| Lease a Bike \| + 2' 51" \| \| \| 10. \| Sergio Higuita \| Bora-Hansgrohe \| + 3' 01" \| \| |                    |                            |             |
| |                    |                            |             |
| Källa: ProCyclingStats |                    |                            |             |
| Totaltävlingen |                    |                            |             |
| Cyklist | Cyklist            | Lag                        | Tid         |
| 1. | Adam Yates         | UAE Team Emirates          | 15t 44' 35" |
| 2. | João Almeida       | UAE Team Emirates          | + 35"       |
| 3. | Egan Bernal        | Ineos Grenadiers           | + 1' 11"    |
| 4. | Enric Mas          | Movistar Team              | + 1' 49"    |
| 5. | Matthew Riccitello | Israel-Premier Tech        | + 1' 53"    |
| 6. | Mattias Skjelmose  | Lidl-Trek                  | + 2' 17"    |
| 7. | Oscar Onley        | Team dsm-firmenich PostNL  | + 2' 21"    |
| 8. | Tom Pidcock        | Ineos Grenadiers           | + 2' 46"    |
| 9. | Cian Uijtdebroeks  | Team Visma \| Lease a Bike | + 2' 51"    |
| 10. | Sergio Higuita     | Bora-Hansgrohe             | + 3' 01"    |

### 6:e etappen
| Ulrichen - Blatten | Bergsetapp | (42,5 km) |

| \| Placeringar i etappen \| Placeringar i etappen \| Placeringar i etappen \| Placeringar i etappen \| Placeringar i etappen \| \| Cyklist \| Cyklist \| Lag \| Tid \| \| \| --------------------- \| --------------------- \| -------------------------- \| --------------------- \| --------------------- \| \| 1. \| João Almeida \| UAE Team Emirates \| 55' 13" \| \| \| 2. \| Adam Yates \| UAE Team Emirates \| + 4" \| \| \| 3. \| Mattias Skjelmose \| Lidl-Trek \| + 9" \| \| \| 4. \| Egan Bernal \| Ineos Grenadiers \| + 15" \| \| \| 5. \| Lenny Martinez \| Groupama-FDJ \| + 35" \| \| \| 6. \| Tom Pidcock \| Ineos Grenadiers \| + 40" \| \| \| 7. \| Enric Mas \| Movistar Team \| + 47" \| \| \| 8. \| Matthew Riccitello \| Israel-Premier Tech \| + 47" \| \| \| 9. \| Pelayo Sánchez \| Movistar Team \| + 54" \| \| \| 10. \| Felix Gall \| Decathlon-AG2R La Mondiale \| + 54" \| \| |                    |                            |         |
| |                    |                            |         |
| Källa: ProCyclingStats |                    |                            |         |
| Placeringar i etappen |                    |                            |         |
| Cyklist | Cyklist            | Lag                        | Tid     |
| 1. | João Almeida       | UAE Team Emirates          | 55' 13" |
| 2. | Adam Yates         | UAE Team Emirates          | + 4"    |
| 3. | Mattias Skjelmose  | Lidl-Trek                  | + 9"    |
| 4. | Egan Bernal        | Ineos Grenadiers           | + 15"   |
| 5. | Lenny Martinez     | Groupama-FDJ               | + 35"   |
| 6. | Tom Pidcock        | Ineos Grenadiers           | + 40"   |
| 7. | Enric Mas          | Movistar Team              | + 47"   |
| 8. | Matthew Riccitello | Israel-Premier Tech        | + 47"   |
| 9. | Pelayo Sánchez     | Movistar Team              | + 54"   |
| 10. | Felix Gall         | Decathlon-AG2R La Mondiale | + 54"   |

| \| Totaltävlingen \| Totaltävlingen \| Totaltävlingen \| Totaltävlingen \| Totaltävlingen \| \| Cyklist \| Cyklist \| Lag \| Tid \| \| \| -------------- \| ------------------ \| -------------------------- \| -------------- \| -------------- \| \| 1. \| Adam Yates \| UAE Team Emirates \| 16t 39' 46" \| \| \| 2. \| João Almeida \| UAE Team Emirates \| + 27" \| \| \| 3. \| Egan Bernal \| Ineos Grenadiers \| + 1' 28" \| \| \| 4. \| Mattias Skjelmose \| Lidl-Trek \| + 2' 24" \| \| \| 5. \| Enric Mas \| Movistar Team \| + 2' 38" \| \| \| 6. \| Matthew Riccitello \| Israel-Premier Tech \| + 2' 42" \| \| \| 7. \| Tom Pidcock \| Ineos Grenadiers \| + 3' 28" \| \| \| 8. \| Oscar Onley \| Team dsm-firmenich PostNL \| + 3' 37" \| \| \| 9. \| Felix Gall \| Decathlon-AG2R La Mondiale \| + 4' 01" \| \| \| 10. \| Pelayo Sánchez \| Movistar Team \| + 4' 28" \| \| |                    |                            |             |
| |                    |                            |             |
| Källa: ProCyclingStats |                    |                            |             |
| Totaltävlingen |                    |                            |             |
| Cyklist | Cyklist            | Lag                        | Tid         |
| 1. | Adam Yates         | UAE Team Emirates          | 16t 39' 46" |
| 2. | João Almeida       | UAE Team Emirates          | + 27"       |
| 3. | Egan Bernal        | Ineos Grenadiers           | + 1' 28"    |
| 4. | Mattias Skjelmose  | Lidl-Trek                  | + 2' 24"    |
| 5. | Enric Mas          | Movistar Team              | + 2' 38"    |
| 6. | Matthew Riccitello | Israel-Premier Tech        | + 2' 42"    |
| 7. | Tom Pidcock        | Ineos Grenadiers           | + 3' 28"    |
| 8. | Oscar Onley        | Team dsm-firmenich PostNL  | + 3' 37"    |
| 9. | Felix Gall         | Decathlon-AG2R La Mondiale | + 4' 01"    |
| 10. | Pelayo Sánchez     | Movistar Team              | + 4' 28"    |

### 7:e etappen
| Villars-sur-Ollon - Villars-sur-Ollon | Bergsetapp | (118,2 km) |

| \| Placeringar i etappen \| Placeringar i etappen \| Placeringar i etappen \| Placeringar i etappen \| Placeringar i etappen \| \| Cyklist \| Cyklist \| Lag \| Tid \| \| \| --------------------- \| --------------------- \| -------------------------- \| --------------------- \| --------------------- \| \| 1. \| Adam Yates \| UAE Team Emirates \| 3t 05' 41" \| \| \| 2. \| João Almeida \| UAE Team Emirates \| + 0" \| \| \| 3. \| Matthew Riccitello \| Israel-Premier Tech \| + 14" \| \| \| 4. \| Wilco Kelderman \| Team Visma \\| Lease a Bike \| + 16" \| \| \| 5. \| Mattias Skjelmose \| Lidl-Trek \| + 16" \| \| \| 6. \| Egan Bernal \| Ineos Grenadiers \| + 16" \| \| \| 7. \| Oscar Onley \| Team dsm-firmenich PostNL \| + 16" \| \| \| 8. \| Tom Pidcock \| Ineos Grenadiers \| + 16" \| \| \| 9. \| Felix Gall \| Decathlon-AG2R La Mondiale \| + 32" \| \| \| 10. \| Enric Mas \| Movistar Team \| + 35" \| \| |                    |                            |            |
| |                    |                            |            |
| Källa: ProCyclingStats |                    |                            |            |
| Placeringar i etappen |                    |                            |            |
| Cyklist | Cyklist            | Lag                        | Tid        |
| 1. | Adam Yates         | UAE Team Emirates          | 3t 05' 41" |
| 2. | João Almeida       | UAE Team Emirates          | + 0"       |
| 3. | Matthew Riccitello | Israel-Premier Tech        | + 14"      |
| 4. | Wilco Kelderman    | Team Visma \| Lease a Bike | + 16"      |
| 5. | Mattias Skjelmose  | Lidl-Trek                  | + 16"      |
| 6. | Egan Bernal        | Ineos Grenadiers           | + 16"      |
| 7. | Oscar Onley        | Team dsm-firmenich PostNL  | + 16"      |
| 8. | Tom Pidcock        | Ineos Grenadiers           | + 16"      |
| 9. | Felix Gall         | Decathlon-AG2R La Mondiale | + 32"      |
| 10. | Enric Mas          | Movistar Team              | + 35"      |

| \| Totaltävlingen \| Totaltävlingen \| Totaltävlingen \| Totaltävlingen \| Totaltävlingen \| \| Cyklist \| Cyklist \| Lag \| Tid \| \| \| -------------- \| ------------------ \| -------------------------- \| -------------- \| -------------- \| \| 1. \| Adam Yates \| UAE Team Emirates \| 19t 45' 17" \| \| \| 2. \| João Almeida \| UAE Team Emirates \| + 31" \| \| \| 3. \| Egan Bernal \| Ineos Grenadiers \| + 1' 51" \| \| \| 4. \| Mattias Skjelmose \| Lidl-Trek \| + 2' 50" \| \| \| 5. \| Matthew Riccitello \| Israel-Premier Tech \| + 3' 02" \| \| \| 6. \| Enric Mas \| Movistar Team \| + 3' 23" \| \| \| 7. \| Tom Pidcock \| Ineos Grenadiers \| + 3' 54" \| \| \| 8. \| Oscar Onley \| Team dsm-firmenich PostNL \| + 4' 03" \| \| \| 9. \| Felix Gall \| Decathlon-AG2R La Mondiale \| + 4' 41" \| \| \| 10. \| Wilco Kelderman \| Team Visma \\| Lease a Bike \| + 4' 59" \| \| |                    |                            |             |
| |                    |                            |             |
| Källa: ProCyclingStats |                    |                            |             |
| Totaltävlingen |                    |                            |             |
| Cyklist | Cyklist            | Lag                        | Tid         |
| 1. | Adam Yates         | UAE Team Emirates          | 19t 45' 17" |
| 2. | João Almeida       | UAE Team Emirates          | + 31"       |
| 3. | Egan Bernal        | Ineos Grenadiers           | + 1' 51"    |
| 4. | Mattias Skjelmose  | Lidl-Trek                  | + 2' 50"    |
| 5. | Matthew Riccitello | Israel-Premier Tech        | + 3' 02"    |
| 6. | Enric Mas          | Movistar Team              | + 3' 23"    |
| 7. | Tom Pidcock        | Ineos Grenadiers           | + 3' 54"    |
| 8. | Oscar Onley        | Team dsm-firmenich PostNL  | + 4' 03"    |
| 9. | Felix Gall         | Decathlon-AG2R La Mondiale | + 4' 41"    |
| 10. | Wilco Kelderman    | Team Visma \| Lease a Bike | + 4' 59"    |

### 8:e etappen
| Villars-sur-Ollon - Villars-sur-Ollon |  | (15,7 km) |

| \| Placeringar i etappen \| Placeringar i etappen \| Placeringar i etappen \| Placeringar i etappen \| Placeringar i etappen \| \| Cyklist \| Cyklist \| Lag \| Tid \| \| \| --------------------- \| --------------------- \| -------------------------- \| --------------------- \| --------------------- \| \| 1. \| João Almeida \| UAE Team Emirates \| 33' 23" \| \| \| 2. \| Adam Yates \| UAE Team Emirates \| + 8" \| \| \| 3. \| Mattias Skjelmose \| Lidl-Trek \| + 20" \| \| \| 4. \| Matthew Riccitello \| Israel-Premier Tech \| + 37" \| \| \| 5. \| Tom Pidcock \| Ineos Grenadiers \| + 50" \| \| \| 6. \| Lenny Martinez \| Groupama-FDJ \| + 55" \| \| \| 7. \| Pelayo Sánchez \| Movistar Team \| + 1' 21" \| \| \| 8. \| David de la Cruz \| Q36.5 Pro Cycling Team \| + 1' 25" \| \| \| 9. \| Egan Bernal \| Ineos Grenadiers \| + 1' 30" \| \| \| 10. \| Wilco Kelderman \| Team Visma \\| Lease a Bike \| + 1' 40" \| \| |                    |                            |          |
| |                    |                            |          |
| Källa: ProCyclingStats |                    |                            |          |
| Placeringar i etappen |                    |                            |          |
| Cyklist | Cyklist            | Lag                        | Tid      |
| 1. | João Almeida       | UAE Team Emirates          | 33' 23"  |
| 2. | Adam Yates         | UAE Team Emirates          | + 8"     |
| 3. | Mattias Skjelmose  | Lidl-Trek                  | + 20"    |
| 4. | Matthew Riccitello | Israel-Premier Tech        | + 37"    |
| 5. | Tom Pidcock        | Ineos Grenadiers           | + 50"    |
| 6. | Lenny Martinez     | Groupama-FDJ               | + 55"    |
| 7. | Pelayo Sánchez     | Movistar Team              | + 1' 21" |
| 8. | David de la Cruz   | Q36.5 Pro Cycling Team     | + 1' 25" |
| 9. | Egan Bernal        | Ineos Grenadiers           | + 1' 30" |
| 10. | Wilco Kelderman    | Team Visma \| Lease a Bike | + 1' 40" |

## Resultat

### Sammanlagt
| \| Totaltävlingen \| Totaltävlingen \| Totaltävlingen \| Totaltävlingen \| Totaltävlingen \| \| Cyklist \| Cyklist \| Lag \| Tid \| \| \| -------------- \| ------------------ \| -------------------------- \| -------------- \| -------------- \| \| 1. \| Adam Yates \| UAE Team Emirates \| 20t 18' 49" \| \| \| 2. \| João Almeida \| UAE Team Emirates \| + 22" \| \| \| 3. \| Mattias Skjelmose \| Lidl-Trek \| + 3' 02" \| \| \| 4. \| Egan Bernal \| Ineos Grenadiers \| + 3' 12" \| \| \| 5. \| Matthew Riccitello \| Israel-Premier Tech \| + 3' 31" \| \| \| 6. \| Tom Pidcock \| Ineos Grenadiers \| + 4' 36" \| \| \| 7. \| Enric Mas \| Movistar Team \| + 5' 01" \| \| \| 8. \| Oscar Onley \| Team dsm-firmenich PostNL \| + 5' 40" \| \| \| 9. \| Wilco Kelderman \| Team Visma \\| Lease a Bike \| + 6' 31" \| \| \| 10. \| Felix Gall \| Decathlon-AG2R La Mondiale \| + 6' 35" \| \| |                    |                            |             |
| |                    |                            |             |
| Källa: ProCyclingStats |                    |                            |             |
| Totaltävlingen |                    |                            |             |
| Cyklist | Cyklist            | Lag                        | Tid         |
| 1. | Adam Yates         | UAE Team Emirates          | 20t 18' 49" |
| 2. | João Almeida       | UAE Team Emirates          | + 22"       |
| 3. | Mattias Skjelmose  | Lidl-Trek                  | + 3' 02"    |
| 4. | Egan Bernal        | Ineos Grenadiers           | + 3' 12"    |
| 5. | Matthew Riccitello | Israel-Premier Tech        | + 3' 31"    |
| 6. | Tom Pidcock        | Ineos Grenadiers           | + 4' 36"    |
| 7. | Enric Mas          | Movistar Team              | + 5' 01"    |
| 8. | Oscar Onley        | Team dsm-firmenich PostNL  | + 5' 40"    |
| 9. | Wilco Kelderman    | Team Visma \| Lease a Bike | + 6' 31"    |
| 10. | Felix Gall         | Decathlon-AG2R La Mondiale | + 6' 35"    |

### Övriga tävlingar
| Poängtävlingen | Poängtävlingen         | Poängtävlingen             | Poängtävlingen | Poängtävlingen |
| Cyklist        | Cyklist                | Lag                        | Poäng          |                |
| -------------- | ---------------------- | -------------------------- | -------------- | -------------- |
| 1.             | Adam Yates             | UAE Team Emirates          | 48 poäng       |                |
| 2.             | João Almeida           | UAE Team Emirates          | 48 poäng       |                |
| 3.             | Johannes Staune-Mittet | Team Visma \| Lease a Bike | 20 poäng       |                |
| 4.             | Mattias Skjelmose      | Lidl-Trek                  | 20 poäng       |                |
| 5.             | Michael Matthews       | Team Jayco AlUla           | 18 poäng       |                |
| 6.             | Stefan Bissegger       | EF Education-EasyPost      | 18 poäng       |                |
| 7.             | Matthew Riccitello     | Israel-Premier Tech        | 14 poäng       |                |
| 8.             | Torstein Træen         | Bahrain Victorious         | 12 poäng       |                |
| 9.             | Thibau Nys             | Lidl-Trek                  | 12 poäng       |                |
| 10.            | Yves Lampaert          | Soudal Quick-Step          | 12 poäng       |                |

| Poängtävlingen | Poängtävlingen         | Poängtävlingen             | Poängtävlingen | Poängtävlingen |
| Cyklist        | Cyklist                | Lag                        | Poäng          |                |
| -------------- | ---------------------- | -------------------------- | -------------- | -------------- |
| 1.             | Adam Yates             | UAE Team Emirates          | 48 poäng       |                |
| 2.             | João Almeida           | UAE Team Emirates          | 48 poäng       |                |
| 3.             | Johannes Staune-Mittet | Team Visma \| Lease a Bike | 20 poäng       |                |
| 4.             | Mattias Skjelmose      | Lidl-Trek                  | 20 poäng       |                |
| 5.             | Michael Matthews       | Team Jayco AlUla           | 18 poäng       |                |
| 6.             | Stefan Bissegger       | EF Education-EasyPost      | 18 poäng       |                |
| 7.             | Matthew Riccitello     | Israel-Premier Tech        | 14 poäng       |                |
| 8.             | Torstein Træen         | Bahrain Victorious         | 12 poäng       |                |
| 9.             | Thibau Nys             | Lidl-Trek                  | 12 poäng       |                |
| 10.            | Yves Lampaert          | Soudal Quick-Step          | 12 poäng       |                |

| Bergstävlingen | Bergstävlingen         | Bergstävlingen             | Bergstävlingen | Bergstävlingen |
| Cyklist        | Cyklist                | Lag                        | Poäng          |                |
| -------------- | ---------------------- | -------------------------- | -------------- | -------------- |
| 1.             | Adam Yates             | UAE Team Emirates          | 47 poäng       |                |
| 2.             | Egan Bernal            | Ineos Grenadiers           | 27 poäng       |                |
| 3.             | João Almeida           | UAE Team Emirates          | 23 poäng       |                |
| 4.             | Alexej Lutsenko        | Astana Qazaqstan Team      | 19 poäng       |                |
| 5.             | Torstein Træen         | Bahrain Victorious         | 18 poäng       |                |
| 6.             | Maxim Van Gils         | Lotto Dstny                | 16 poäng       |                |
| 7.             | Johannes Staune-Mittet | Team Visma \| Lease a Bike | 10 poäng       |                |
| 8.             | Gerben Kuypers         | Intermarché-Wanty          | 10 poäng       |                |
| 9.             | Luca Jenni             |                            | 10 poäng       |                |
| 10.            | Mattias Skjelmose      | Lidl-Trek                  | 10 poäng       |                |

| Bergstävlingen | Bergstävlingen         | Bergstävlingen             | Bergstävlingen | Bergstävlingen |
| Cyklist        | Cyklist                | Lag                        | Poäng          |                |
| -------------- | ---------------------- | -------------------------- | -------------- | -------------- |
| 1.             | Adam Yates             | UAE Team Emirates          | 47 poäng       |                |
| 2.             | Egan Bernal            | Ineos Grenadiers           | 27 poäng       |                |
| 3.             | João Almeida           | UAE Team Emirates          | 23 poäng       |                |
| 4.             | Alexej Lutsenko        | Astana Qazaqstan Team      | 19 poäng       |                |
| 5.             | Torstein Træen         | Bahrain Victorious         | 18 poäng       |                |
| 6.             | Maxim Van Gils         | Lotto Dstny                | 16 poäng       |                |
| 7.             | Johannes Staune-Mittet | Team Visma \| Lease a Bike | 10 poäng       |                |
| 8.             | Gerben Kuypers         | Intermarché-Wanty          | 10 poäng       |                |
| 9.             | Luca Jenni             |                            | 10 poäng       |                |
| 10.            | Mattias Skjelmose      | Lidl-Trek                  | 10 poäng       |                |

| Ungdomstävlingen | Ungdomstävlingen      | Ungdomstävlingen          | Ungdomstävlingen | Ungdomstävlingen |
| Cyklist          | Cyklist               | Lag                       | Tid              |                  |
| ---------------- | --------------------- | ------------------------- | ---------------- | ---------------- |
| 1.               | Mattias Skjelmose     | Lidl-Trek                 | 20t 21' 51"      |                  |
| 2.               | Matthew Riccitello    | Israel-Premier Tech       | + 29"            |                  |
| 3.               | Tom Pidcock           | Ineos Grenadiers          | + 1' 34"         |                  |
| 4.               | Oscar Onley           | Team dsm-firmenich PostNL | + 2' 38"         |                  |
| 5.               | Pelayo Sánchez        | Movistar Team             | + 3' 40"         |                  |
| 6.               | Isaac del Toro        | UAE Team Emirates         | + 6' 08"         |                  |
| 7.               | Harold Martín López   | Astana Qazaqstan Team     | + 9' 08"         |                  |
| 8.               | Marco Brenner         | Tudor Pro Cycling Team    | + 9' 24"         |                  |
| 9.               | Finlay Pickering      | Bahrain Victorious        | + 9' 28"         |                  |
| 10.              | William Junior Lecerf | Soudal Quick-Step         | + 10' 26"        |                  |

| Ungdomstävlingen | Ungdomstävlingen      | Ungdomstävlingen          | Ungdomstävlingen | Ungdomstävlingen |
| Cyklist          | Cyklist               | Lag                       | Tid              |                  |
| ---------------- | --------------------- | ------------------------- | ---------------- | ---------------- |
| 1.               | Mattias Skjelmose     | Lidl-Trek                 | 20t 21' 51"      |                  |
| 2.               | Matthew Riccitello    | Israel-Premier Tech       | + 29"            |                  |
| 3.               | Tom Pidcock           | Ineos Grenadiers          | + 1' 34"         |                  |
| 4.               | Oscar Onley           | Team dsm-firmenich PostNL | + 2' 38"         |                  |
| 5.               | Pelayo Sánchez        | Movistar Team             | + 3' 40"         |                  |
| 6.               | Isaac del Toro        | UAE Team Emirates         | + 6' 08"         |                  |
| 7.               | Harold Martín López   | Astana Qazaqstan Team     | + 9' 08"         |                  |
| 8.               | Marco Brenner         | Tudor Pro Cycling Team    | + 9' 24"         |                  |
| 9.               | Finlay Pickering      | Bahrain Victorious        | + 9' 28"         |                  |
| 10.              | William Junior Lecerf | Soudal Quick-Step         | + 10' 26"        |                  |

| Lagtävlingen | Lagtävlingen               | Lagtävlingen | Lagtävlingen |
| Lag          | Lag                        | Tid          |              |
| ------------ | -------------------------- | ------------ | ------------ |
| 1.           | UAE Team Emirates          | 61t 06' 02"  |              |
| 2.           | Ineos Grenadiers           | + 10' 41"    |              |
| 3.           | Movistar Team              | + 21' 28"    |              |
| 4.           | Team Visma \| Lease a Bike | + 24' 50"    |              |
| 5.           | Israel-Premier Tech        | + 37' 39"    |              |
| 6.           | Lidl-Trek                  | + 43' 59"    |              |
| 7.           | Decathlon-AG2R La Mondiale | + 45' 30"    |              |
| 8.           | Q36.5 Pro Cycling Team     | + 46' 24"    |              |
| 9.           | Bahrain Victorious         | + 48' 43"    |              |
| 10.          | Team dsm-firmenich PostNL  | + 52' 44"    |              |

| Lagtävlingen | Lagtävlingen               | Lagtävlingen | Lagtävlingen |
| Lag          | Lag                        | Tid          |              |
| ------------ | -------------------------- | ------------ | ------------ |
| 1.           | UAE Team Emirates          | 61t 06' 02"  |              |
| 2.           | Ineos Grenadiers           | + 10' 41"    |              |
| 3.           | Movistar Team              | + 21' 28"    |              |
| 4.           | Team Visma \| Lease a Bike | + 24' 50"    |              |
| 5.           | Israel-Premier Tech        | + 37' 39"    |              |
| 6.           | Lidl-Trek                  | + 43' 59"    |              |
| 7.           | Decathlon-AG2R La Mondiale | + 45' 30"    |              |
| 8.           | Q36.5 Pro Cycling Team     | + 46' 24"    |              |
| 9.           | Bahrain Victorious         | + 48' 43"    |              |
| 10.          | Team dsm-firmenich PostNL  | + 52' 44"    |              |

## Startlista
| Lidl-Trek LTK                          | Lidl-Trek LTK                      | Lidl-Trek LTK |
| -------------------------------------- | ---------------------------------- | ------------- |
| #                                      | Cyklist                            | Placering     |
| 1                                      | Mattias Skjelmose (DEN) (landsväg) | 3.            |
| 2                                      | Julien Bernard (FRA)               | 52.           |
| 3                                      | Patrick Konrad (AUT)               | 33.           |
| 4                                      | Bauke Mollema (NED)                | DNF-4         |
| 5                                      | Jacopo Mosca (ITA)                 | 114.          |
| 6                                      | Thibau Nys (BEL)                   | 94.           |
| 7                                      | Sam Oomen (NED)                    | 36.           |
| Sportchef : Kim Andersen, Grégory Rast |                                    |               |

| Alpecin-Deceuninck ADC                       | Alpecin-Deceuninck ADC     | Alpecin-Deceuninck ADC |
| -------------------------------------------- | -------------------------- | ---------------------- |
| #                                            | Cyklist                    | Placering              |
| 11                                           | Axel Laurance (FRA)        | 107.                   |
| 12                                           | Nicola Conci (ITA)         | 55.                    |
| 13                                           | Silvan Dillier (SUI)       | 53.                    |
| 14                                           | Timo Kielich (BEL)         | DNS-4                  |
| 15                                           | Søren Kragh Andersen (DEN) | 86.                    |
| 16                                           | Oscar Riesebeek (NED)      | 115.                   |
| 17                                           | Stan Van Tricht (BEL)      | DNF-5                  |
| Sportchef : Gianni Meersman, Jens Keukeleire |                            |                        |

| Arkéa-B&B Hotels ARK                     | Arkéa-B&B Hotels ARK     | Arkéa-B&B Hotels ARK |
| ---------------------------------------- | ------------------------ | -------------------- |
| #                                        | Cyklist                  | Placering            |
| 21                                       | Arnaud Démare (FRA)      | 130.                 |
| 22                                       | Vincenzo Albanese (ITA)  | 112.                 |
| 23                                       | Anthony Delaplace (FRA)  | 87.                  |
| 24                                       | Raúl García Pierna (ESP) | 45.                  |
| 25                                       | Simon Guglielmi (FRA)    | 68.                  |
| 26                                       | Daniel McLay (GBR)       | 140.                 |
| 27                                       | Kévin Vauquelin (FRA)    | 42.                  |
| Sportchef : Arnaud Gérard, Yvon Ledanois |                          |                      |

| Astana Qazaqstan Team AST                 | Astana Qazaqstan Team AST                      | Astana Qazaqstan Team AST |
| ----------------------------------------- | ---------------------------------------------- | ------------------------- |
| #                                         | Cyklist                                        | Placering                 |
| 31                                        | Mark Cavendish (GBR)                           | 137.                      |
| 32                                        | Samuele Battistella (ITA)                      | DNS-7                     |
| 33                                        | Cees Bol (NED)                                 | 132.                      |
| 34                                        | Harold Martín López (ECU)                      | 18.                       |
| 35                                        | Alexej Lutsenko (KAZ) (landsväg och tempolopp) | 65.                       |
| 36                                        | Michael Mørkøv (DEN)                           | 138.                      |
| 37                                        | Simone Velasco (ITA) (landsväg)                | 111.                      |
| Sportchef : Alexandr Shefer, Mark Renshaw |                                                |                           |

| Bora-Hansgrohe BOH                        | Bora-Hansgrohe BOH                | Bora-Hansgrohe BOH |
| ----------------------------------------- | --------------------------------- | ------------------ |
| #                                         | Cyklist                           | Placering          |
| 41                                        | Emanuel Buchmann (GER) (landsväg) | DNF-2              |
| 42                                        | Roger Adrià (ESP)                 | 37.                |
| 43                                        | Cesare Benedetti (POL)            | 122.               |
| 45                                        | Sergio Higuita (COL)              | 12.                |
| 46                                        | Jordi Meeus (BEL)                 | DNS-8              |
| 47                                        | Frederik Wandahl (DEN)            | 78.                |
| 48                                        | Ben Zwiehoff (GER)                | 46.                |
| Sportchef : Patxi Vila, Heinrich Haussler |                                   |                    |

| Bahrain Victorious TBV                        | Bahrain Victorious TBV      | Bahrain Victorious TBV |
| --------------------------------------------- | --------------------------- | ---------------------- |
| #                                             | Cyklist                     | Placering              |
| 51                                            | Damiano Caruso (ITA)        | 71.                    |
| 52                                            | Fran Miholjević (CRO)       | DNF-5                  |
| 53                                            | Andrea Pasqualon (ITA)      | 110.                   |
| 54                                            | Finlay Pickering (GBR)      | 20.                    |
| 55                                            | Wout Poels (NED)            | 16.                    |
| 56                                            | Johan Price-Pejtersen (DEN) | 129.                   |
| 57                                            | Torstein Træen (NOR)        | 93.                    |
| Sportchef : Roman Kreuziger, Enrico Poitschke |                             |                        |

| Cofidis COF                                   | Cofidis COF         | Cofidis COF |
| --------------------------------------------- | ------------------- | ----------- |
| #                                             | Cyklist             | Placering   |
| 61                                            | Ion Izagirre (ESP)  | DNF-7       |
| 62                                            | Bryan Coquard (FRA) | DNS-8       |
| 63                                            | Aimé De Gendt (BEL) | 89.         |
| 64                                            | Jesús Herrada (ESP) | 31.         |
| 65                                            | Anthony Perez (FRA) | 100.        |
| 66                                            | Alexis Renard (FRA) | 134.        |
| 67                                            | Harrison Wood (GBR) | 54.         |
| Sportchef : Jimmy Engoulvent, Benjamin Giraud |                     |             |

| Decathlon-AG2R La Mondiale DAT              | Decathlon-AG2R La Mondiale DAT | Decathlon-AG2R La Mondiale DAT |
| ------------------------------------------- | ------------------------------ | ------------------------------ |
| #                                           | Cyklist                        | Placering                      |
| 71                                          | Felix Gall (AUT)               | 10.                            |
| 72                                          | Alex Baudin (FRA)              | 58.                            |
| 73                                          | Stan Dewulf (BEL)              | 96.                            |
| 74                                          | Paul Lapeira (FRA)             | 41.                            |
| 75                                          | Valentin Paret-Peintre (FRA)   | 25.                            |
| 76                                          | Nans Peters (FRA)              | 74.                            |
| 77                                          | Lawrence Warbasse (USA)        | 59.                            |
| Sportchef : Cyril Dessel, José Luis Arrieta |                                |                                |

| EF Education-EasyPost EFE                   | EF Education-EasyPost EFE          | EF Education-EasyPost EFE |
| ------------------------------------------- | ---------------------------------- | ------------------------- |
| #                                           | Cyklist                            | Placering                 |
| 81                                          | Richard Carapaz (ECU) (tempolopp)  | DNS-5                     |
| 82                                          | Alberto Bettiol (ITA)              | DNS-5                     |
| 83                                          | Stefan Bissegger (SUI) (tempolopp) | 102.                      |
| 84                                          | Rui Costa (POR)                    | 38.                       |
| 85                                          | James Shaw (GBR)                   | 39.                       |
| 86                                          | Georg Steinhauser (GER)            | DNS-6                     |
| 87                                          | Marijn van den Berg (NED)          | 88.                       |
| Sportchef : Juan Manuel Gárate, Tom Southam |                                    |                           |

| Groupama-FDJ GFC                       | Groupama-FDJ GFC        | Groupama-FDJ GFC |
| -------------------------------------- | ----------------------- | ---------------- |
| #                                      | Cyklist                 | Placering        |
| 91                                     | Lenny Martinez (FRA)    | 32.              |
| 92                                     | Sven Erik Bystrøm (NOR) | 97.              |
| 93                                     | Stefan Küng (SUI)       | 63.              |
| 94                                     | Fabian Lienhard (SUI)   | 131.             |
| 95                                     | Rudy Molard (FRA)       | 34.              |
| 96                                     | Reuben Thompson (NZL)   | 62.              |
| 97                                     | Samuel Watson (GBR)     | 120.             |
| Sportchef : Yvon Caër, Thierry Bricaud |                         |                  |

| Ineos Grenadiers IGD                        | Ineos Grenadiers IGD   | Ineos Grenadiers IGD |
| ------------------------------------------- | ---------------------- | -------------------- |
| #                                           | Cyklist                | Placering            |
| 101                                         | Egan Bernal (COL)      | 4.                   |
| 102                                         | Ethan Hayter (GBR)     | 50.                  |
| 103                                         | Kim Heiduk (GER)       | 101.                 |
| 104                                         | Tom Pidcock (GBR)      | 6.                   |
| 105                                         | Salvatore Puccio (ITA) | 116.                 |
| 106                                         | Brandon Rivera (COL)   | 22.                  |
| 107                                         | Óscar Rodríguez (ESP)  | 69.                  |
| Sportchef : Zakkari Dempster, Imanol Erviti |                        |                      |

| Intermarché-Wanty IWA                           | Intermarché-Wanty IWA           | Intermarché-Wanty IWA |
| ----------------------------------------------- | ------------------------------- | --------------------- |
| #                                               | Cyklist                         | Placering             |
| 111                                             | Lilian Calmejane (FRA)          | DNF-5                 |
| 112                                             | Francesco Busatto (ITA)         | 79.                   |
| 113                                             | Kevin Colleoni (ITA)            | DNS-2                 |
| 114                                             | Gerben Kuypers (BEL)            |                       |
| 115                                             | Arne Marit (BEL)                | 133.                  |
| 116                                             | Simone Petilli (ITA)            | 123.                  |
| 117                                             | Rein Taaramäe (EST) (tempolopp) | 43.                   |
| Sportchef : Sebastien Demarbaix, Steven De Neef |                                 |                       |

| Movistar Team MOV                          | Movistar Team MOV     | Movistar Team MOV |
| ------------------------------------------ | --------------------- | ----------------- |
| #                                          | Cyklist               | Placering         |
| 121                                        | Enric Mas (ESP)       | 7.                |
| 122                                        | Jorge Arcas (ESP)     | 70.               |
| 123                                        | Johan Jacobs (SUI)    | 104.              |
| 124                                        | Nelson Oliveira (POR) | 51.               |
| 125                                        | Nairo Quintana (COL)  | DNS-3             |
| 126                                        | Einer Rubio (COL)     | 24.               |
| 127                                        | Pelayo Sánchez (ESP)  | 11.               |
| Sportchef : Max Sciandri, Jürgen Roelandts |                       |                   |

| Soudal Quick-Step SOQ                     | Soudal Quick-Step SOQ       | Soudal Quick-Step SOQ |
| ----------------------------------------- | --------------------------- | --------------------- |
| #                                         | Cyklist                     | Placering             |
| 131                                       | William Junior Lecerf (BEL) | 21.                   |
| 132                                       | Ayco Bastiaens (BEL)        | 124.                  |
| 133                                       | Gil Gelders (BEL)           | 91.                   |
| 134                                       | Yves Lampaert (BEL)         | 106.                  |
| 135                                       | Fausto Masnada (ITA)        | DNS-2                 |
| 136                                       | Louis Vervaeke (BEL)        | 40.                   |
| 137                                       | Jordi Warlop (BEL)          | DNF-5                 |
| Sportchef : Iljo Keisse, Wilfried Peeters |                             |                       |

| Team dsm-firmenich PostNL DFP | Team dsm-firmenich PostNL DFP | Team dsm-firmenich PostNL DFP |
| ----------------------------- | ----------------------------- | ----------------------------- |
| #                             | Cyklist                       | Placering                     |
| 141                           | Oscar Onley (GBR)             | 8.                            |
| 142                           | Tobias Lund Andresen (DEN)    | 127.                          |
| 143                           | Pavel Bittner (CZE)           | 118.                          |
| 144                           | Sean Flynn (GBR)              | 119.                          |
| 145                           | Chris Hamilton (AUS)          | 61.                           |
| 146                           | Gijs Leemreize (NED)          | 44.                           |
| 147                           | Frank van den Broek (NED)     | 29.                           |
| Sportchef : Pim Ligthart      |                               |                               |

| Team Jayco AlUla JAY                    | Team Jayco AlUla JAY        | Team Jayco AlUla JAY |
| --------------------------------------- | --------------------------- | -------------------- |
| #                                       | Cyklist                     | Placering            |
| 151                                     | Mauro Schmid (SUI)          | 60.                  |
| 152                                     | Hagos Welay Berhe (ETH)     | 80.                  |
| 153                                     | Lawson Craddock (USA)       | DNF-5                |
| 154                                     | Felix Engelhardt (GER)      | 95.                  |
| 155                                     | Anders Foldager (DEN)       | 57.                  |
| 156                                     | Amund Grøndahl Jansen (NOR) | 135.                 |
| 157                                     | Michael Matthews (AUS)      | 72.                  |
| Sportchef : Mathew Hayman, Valerio Piva |                             |                      |

| Team Visma \| Lease a Bike TVL     | Team Visma \| Lease a Bike TVL               | Team Visma \| Lease a Bike TVL |
| ---------------------------------- | -------------------------------------------- | ------------------------------ |
| #                                  | Cyklist                                      | Placering                      |
| 161                                | Ben Tulett (GBR)                             | 23.                            |
| 162                                | Robert Gesink (NED)                          | 67.                            |
| 163                                | Wilco Kelderman (NED)                        | 9.                             |
| 164                                | Johannes Staune-Mittet (NOR)                 | 26.                            |
| 165                                | Cian Uijtdebroeks (BEL)                      | 35.                            |
| 166                                | Milan Vader (NED)                            | 47.                            |
| 167                                | Attila Valter (HUN) (landsväg och tempolopp) | 27.                            |
| Sportchef : Addy Engels, Marc Reef |                                              |                                |

| UAE Team Emirates UAD                         | UAE Team Emirates UAD          | UAE Team Emirates UAD |
| --------------------------------------------- | ------------------------------ | --------------------- |
| #                                             | Cyklist                        | Placering             |
| 171                                           | Adam Yates (GBR)               | 1.                    |
| 172                                           | Filippo Baroncini (ITA)        | 85.                   |
| 173                                           | Jan Christen (SUI)             | 30.                   |
| 174                                           | Isaac del Toro (MEX)           | 13.                   |
| 175                                           | Finn Fisher-Black (NZL)        | 73.                   |
| 176                                           | João Almeida (POR) (tempolopp) | 2.                    |
| 177                                           | Marc Hirschi (SUI) (landsväg)  | 90.                   |
| Sportchef : Fabrizio Guidi, Simone Pedrazzini |                                |                       |

| Israel-Premier Tech IPT             | Israel-Premier Tech IPT   | Israel-Premier Tech IPT |
| ----------------------------------- | ------------------------- | ----------------------- |
| #                                   | Cyklist                   | Placering               |
| 181                                 | Pascal Ackermann (GER)    | 121.                    |
| 182                                 | George Bennett (NZL)      | 17.                     |
| 183                                 | Marco Frigo (ITA)         | 66.                     |
| 184                                 | Matthew Riccitello (USA)  | 5.                      |
| 185                                 | Michael Schwarzmann (GER) | 136.                    |
| 186                                 | Jake Stewart (GBR)        | DNF-7                   |
| 187                                 | Stephen Williams (GBR)    | 81.                     |
| Sportchef : Steve Bauer, Sam Bewley |                           |                         |

| Lotto Dstny LTD                      | Lotto Dstny LTD        | Lotto Dstny LTD |
| ------------------------------------ | ---------------------- | --------------- |
| #                                    | Cyklist                | Placering       |
| 191                                  | Arnaud De Lie (BEL)    | 109.            |
| 192                                  | Cedric Beullens (BEL)  | 98.             |
| 193                                  | Jarrad Drizners (AUS)  | 113.            |
| 194                                  | Pascal Eenkhoorn (NED) | DNS-6           |
| 195                                  | Jacopo Guarnieri (ITA) | DNS-5           |
| 196                                  | Sylvain Moniquet (BEL) | 48.             |
| 197                                  | Maxim Van Gils (BEL)   | 28.             |
| Sportchef : Dirk Demol, Marc Wauters |                        |                 |

| Q36.5 Pro Cycling Team Q36                     | Q36.5 Pro Cycling Team Q36 | Q36.5 Pro Cycling Team Q36 |
| ---------------------------------------------- | -------------------------- | -------------------------- |
| #                                              | Cyklist                    | Placering                  |
| 201                                            | Matteo Badilatti (SUI)     | 15.                        |
| 202                                            | Xabier Azparren (ESP)      | 105.                       |
| 203                                            | Gianluca Brambilla (ITA)   | 64.                        |
| 204                                            | Walter Calzoni (ITA)       | 82.                        |
| 205                                            | David de la Cruz (ESP)     | 14.                        |
| 206                                            | Damien Howson (AUS)        | 49.                        |
| 207                                            | Kamil Małecki (POL)        | 92.                        |
| Sportchef : Gabriele Missaglia, Alex Sans Vega |                            |                            |

| Team Corratec-Vini Fantini COR                     | Team Corratec-Vini Fantini COR | Team Corratec-Vini Fantini COR |
| -------------------------------------------------- | ------------------------------ | ------------------------------ |
| #                                                  | Cyklist                        | Placering                      |
| 211                                                | Alexandre Balmer (SUI)         | 75.                            |
| 212                                                | Matteo Amella (ITA)            | 142.                           |
| 213                                                | Valentin Darbellay (SUI)       | 103.                           |
| 214                                                | Antoine Debons (SUI)           | 117.                           |
| 215                                                | Roberto González (PAN)         | 108.                           |
| 216                                                | Marco Murgano (ITA)            | 141.                           |
| 217                                                | Jan Stöckli (SUI)              | 128.                           |
| Sportchef : Francesco Frassi, Aljaksandr Kutjynski |                                |                                |

| Tudor Pro Cycling Team TUD                   | Tudor Pro Cycling Team TUD  | Tudor Pro Cycling Team TUD |
| -------------------------------------------- | --------------------------- | -------------------------- |
| #                                            | Cyklist                     | Placering                  |
| 221                                          | Yannis Voisard (SUI)        | DNS-7                      |
| 222                                          | Marco Brenner (GER)         | 19.                        |
| 223                                          | Marius Mayrhofer (GER)      | 76.                        |
| 224                                          | Sébastien Reichenbach (SUI) | DNS-6                      |
| 225                                          | Roland Thalmann (SUI)       | 56.                        |
| 226                                          | Hannes Wilksch (GER)        | 77.                        |
| 227                                          | Luc Wirtgen (LUX)           | 99.                        |
| Sportchef : Sylvain Blanquefort, Bart Leysen |                             |                            |

| Schweiz SUI                                   | Schweiz SUI       | Schweiz SUI |
| --------------------------------------------- | ----------------- | ----------- |
| #                                             | Cyklist           | Placering   |
| 231                                           | Antoine Aebi      | DNF-4       |
| 232                                           | Elia Blum         | 144.        |
| 233                                           | Christoph Janssen | 143.        |
| 234                                           | Luca Jenni        | 125.        |
| 235                                           | Fabio Püntener    | 83.         |
| 236                                           | Jan Sommer        | 126.        |
| 237                                           | Félix Stehli      | 139.        |
| Sportchef : Michael Albasini, Tristan Marguet |                   |             |

| Lidl-Trek LTK                          | Lidl-Trek LTK                      | Lidl-Trek LTK |
| -------------------------------------- | ---------------------------------- | ------------- |
| #                                      | Cyklist                            | Placering     |
| 1                                      | Mattias Skjelmose (DEN) (landsväg) | 3.            |
| 2                                      | Julien Bernard (FRA)               | 52.           |
| 3                                      | Patrick Konrad (AUT)               | 33.           |
| 4                                      | Bauke Mollema (NED)                | DNF-4         |
| 5                                      | Jacopo Mosca (ITA)                 | 114.          |
| 6                                      | Thibau Nys (BEL)                   | 94.           |
| 7                                      | Sam Oomen (NED)                    | 36.           |
| Sportchef : Kim Andersen, Grégory Rast |                                    |               |

| Alpecin-Deceuninck ADC                       | Alpecin-Deceuninck ADC     | Alpecin-Deceuninck ADC |
| -------------------------------------------- | -------------------------- | ---------------------- |
| #                                            | Cyklist                    | Placering              |
| 11                                           | Axel Laurance (FRA)        | 107.                   |
| 12                                           | Nicola Conci (ITA)         | 55.                    |
| 13                                           | Silvan Dillier (SUI)       | 53.                    |
| 14                                           | Timo Kielich (BEL)         | DNS-4                  |
| 15                                           | Søren Kragh Andersen (DEN) | 86.                    |
| 16                                           | Oscar Riesebeek (NED)      | 115.                   |
| 17                                           | Stan Van Tricht (BEL)      | DNF-5                  |
| Sportchef : Gianni Meersman, Jens Keukeleire |                            |                        |

| Arkéa-B&B Hotels ARK                     | Arkéa-B&B Hotels ARK     | Arkéa-B&B Hotels ARK |
| ---------------------------------------- | ------------------------ | -------------------- |
| #                                        | Cyklist                  | Placering            |
| 21                                       | Arnaud Démare (FRA)      | 130.                 |
| 22                                       | Vincenzo Albanese (ITA)  | 112.                 |
| 23                                       | Anthony Delaplace (FRA)  | 87.                  |
| 24                                       | Raúl García Pierna (ESP) | 45.                  |
| 25                                       | Simon Guglielmi (FRA)    | 68.                  |
| 26                                       | Daniel McLay (GBR)       | 140.                 |
| 27                                       | Kévin Vauquelin (FRA)    | 42.                  |
| Sportchef : Arnaud Gérard, Yvon Ledanois |                          |                      |

| Astana Qazaqstan Team AST                 | Astana Qazaqstan Team AST                      | Astana Qazaqstan Team AST |
| ----------------------------------------- | ---------------------------------------------- | ------------------------- |
| #                                         | Cyklist                                        | Placering                 |
| 31                                        | Mark Cavendish (GBR)                           | 137.                      |
| 32                                        | Samuele Battistella (ITA)                      | DNS-7                     |
| 33                                        | Cees Bol (NED)                                 | 132.                      |
| 34                                        | Harold Martín López (ECU)                      | 18.                       |
| 35                                        | Alexej Lutsenko (KAZ) (landsväg och tempolopp) | 65.                       |
| 36                                        | Michael Mørkøv (DEN)                           | 138.                      |
| 37                                        | Simone Velasco (ITA) (landsväg)                | 111.                      |
| Sportchef : Alexandr Shefer, Mark Renshaw |                                                |                           |

| Bora-Hansgrohe BOH                        | Bora-Hansgrohe BOH                | Bora-Hansgrohe BOH |
| ----------------------------------------- | --------------------------------- | ------------------ |
| #                                         | Cyklist                           | Placering          |
| 41                                        | Emanuel Buchmann (GER) (landsväg) | DNF-2              |
| 42                                        | Roger Adrià (ESP)                 | 37.                |
| 43                                        | Cesare Benedetti (POL)            | 122.               |
| 45                                        | Sergio Higuita (COL)              | 12.                |
| 46                                        | Jordi Meeus (BEL)                 | DNS-8              |
| 47                                        | Frederik Wandahl (DEN)            | 78.                |
| 48                                        | Ben Zwiehoff (GER)                | 46.                |
| Sportchef : Patxi Vila, Heinrich Haussler |                                   |                    |

| Bahrain Victorious TBV                        | Bahrain Victorious TBV      | Bahrain Victorious TBV |
| --------------------------------------------- | --------------------------- | ---------------------- |
| #                                             | Cyklist                     | Placering              |
| 51                                            | Damiano Caruso (ITA)        | 71.                    |
| 52                                            | Fran Miholjević (CRO)       | DNF-5                  |
| 53                                            | Andrea Pasqualon (ITA)      | 110.                   |
| 54                                            | Finlay Pickering (GBR)      | 20.                    |
| 55                                            | Wout Poels (NED)            | 16.                    |
| 56                                            | Johan Price-Pejtersen (DEN) | 129.                   |
| 57                                            | Torstein Træen (NOR)        | 93.                    |
| Sportchef : Roman Kreuziger, Enrico Poitschke |                             |                        |

| Cofidis COF                                   | Cofidis COF         | Cofidis COF |
| --------------------------------------------- | ------------------- | ----------- |
| #                                             | Cyklist             | Placering   |
| 61                                            | Ion Izagirre (ESP)  | DNF-7       |
| 62                                            | Bryan Coquard (FRA) | DNS-8       |
| 63                                            | Aimé De Gendt (BEL) | 89.         |
| 64                                            | Jesús Herrada (ESP) | 31.         |
| 65                                            | Anthony Perez (FRA) | 100.        |
| 66                                            | Alexis Renard (FRA) | 134.        |
| 67                                            | Harrison Wood (GBR) | 54.         |
| Sportchef : Jimmy Engoulvent, Benjamin Giraud |                     |             |

| Decathlon-AG2R La Mondiale DAT              | Decathlon-AG2R La Mondiale DAT | Decathlon-AG2R La Mondiale DAT |
| ------------------------------------------- | ------------------------------ | ------------------------------ |
| #                                           | Cyklist                        | Placering                      |
| 71                                          | Felix Gall (AUT)               | 10.                            |
| 72                                          | Alex Baudin (FRA)              | 58.                            |
| 73                                          | Stan Dewulf (BEL)              | 96.                            |
| 74                                          | Paul Lapeira (FRA)             | 41.                            |
| 75                                          | Valentin Paret-Peintre (FRA)   | 25.                            |
| 76                                          | Nans Peters (FRA)              | 74.                            |
| 77                                          | Lawrence Warbasse (USA)        | 59.                            |
| Sportchef : Cyril Dessel, José Luis Arrieta |                                |                                |

| EF Education-EasyPost EFE                   | EF Education-EasyPost EFE          | EF Education-EasyPost EFE |
| ------------------------------------------- | ---------------------------------- | ------------------------- |
| #                                           | Cyklist                            | Placering                 |
| 81                                          | Richard Carapaz (ECU) (tempolopp)  | DNS-5                     |
| 82                                          | Alberto Bettiol (ITA)              | DNS-5                     |
| 83                                          | Stefan Bissegger (SUI) (tempolopp) | 102.                      |
| 84                                          | Rui Costa (POR)                    | 38.                       |
| 85                                          | James Shaw (GBR)                   | 39.                       |
| 86                                          | Georg Steinhauser (GER)            | DNS-6                     |
| 87                                          | Marijn van den Berg (NED)          | 88.                       |
| Sportchef : Juan Manuel Gárate, Tom Southam |                                    |                           |

| Groupama-FDJ GFC                       | Groupama-FDJ GFC        | Groupama-FDJ GFC |
| -------------------------------------- | ----------------------- | ---------------- |
| #                                      | Cyklist                 | Placering        |
| 91                                     | Lenny Martinez (FRA)    | 32.              |
| 92                                     | Sven Erik Bystrøm (NOR) | 97.              |
| 93                                     | Stefan Küng (SUI)       | 63.              |
| 94                                     | Fabian Lienhard (SUI)   | 131.             |
| 95                                     | Rudy Molard (FRA)       | 34.              |
| 96                                     | Reuben Thompson (NZL)   | 62.              |
| 97                                     | Samuel Watson (GBR)     | 120.             |
| Sportchef : Yvon Caër, Thierry Bricaud |                         |                  |

| Ineos Grenadiers IGD                        | Ineos Grenadiers IGD   | Ineos Grenadiers IGD |
| ------------------------------------------- | ---------------------- | -------------------- |
| #                                           | Cyklist                | Placering            |
| 101                                         | Egan Bernal (COL)      | 4.                   |
| 102                                         | Ethan Hayter (GBR)     | 50.                  |
| 103                                         | Kim Heiduk (GER)       | 101.                 |
| 104                                         | Tom Pidcock (GBR)      | 6.                   |
| 105                                         | Salvatore Puccio (ITA) | 116.                 |
| 106                                         | Brandon Rivera (COL)   | 22.                  |
| 107                                         | Óscar Rodríguez (ESP)  | 69.                  |
| Sportchef : Zakkari Dempster, Imanol Erviti |                        |                      |

| Intermarché-Wanty IWA                           | Intermarché-Wanty IWA           | Intermarché-Wanty IWA |
| ----------------------------------------------- | ------------------------------- | --------------------- |
| #                                               | Cyklist                         | Placering             |
| 111                                             | Lilian Calmejane (FRA)          | DNF-5                 |
| 112                                             | Francesco Busatto (ITA)         | 79.                   |
| 113                                             | Kevin Colleoni (ITA)            | DNS-2                 |
| 114                                             | Gerben Kuypers (BEL)            |                       |
| 115                                             | Arne Marit (BEL)                | 133.                  |
| 116                                             | Simone Petilli (ITA)            | 123.                  |
| 117                                             | Rein Taaramäe (EST) (tempolopp) | 43.                   |
| Sportchef : Sebastien Demarbaix, Steven De Neef |                                 |                       |

| Movistar Team MOV                          | Movistar Team MOV     | Movistar Team MOV |
| ------------------------------------------ | --------------------- | ----------------- |
| #                                          | Cyklist               | Placering         |
| 121                                        | Enric Mas (ESP)       | 7.                |
| 122                                        | Jorge Arcas (ESP)     | 70.               |
| 123                                        | Johan Jacobs (SUI)    | 104.              |
| 124                                        | Nelson Oliveira (POR) | 51.               |
| 125                                        | Nairo Quintana (COL)  | DNS-3             |
| 126                                        | Einer Rubio (COL)     | 24.               |
| 127                                        | Pelayo Sánchez (ESP)  | 11.               |
| Sportchef : Max Sciandri, Jürgen Roelandts |                       |                   |

| Soudal Quick-Step SOQ                     | Soudal Quick-Step SOQ       | Soudal Quick-Step SOQ |
| ----------------------------------------- | --------------------------- | --------------------- |
| #                                         | Cyklist                     | Placering             |
| 131                                       | William Junior Lecerf (BEL) | 21.                   |
| 132                                       | Ayco Bastiaens (BEL)        | 124.                  |
| 133                                       | Gil Gelders (BEL)           | 91.                   |
| 134                                       | Yves Lampaert (BEL)         | 106.                  |
| 135                                       | Fausto Masnada (ITA)        | DNS-2                 |
| 136                                       | Louis Vervaeke (BEL)        | 40.                   |
| 137                                       | Jordi Warlop (BEL)          | DNF-5                 |
| Sportchef : Iljo Keisse, Wilfried Peeters |                             |                       |

| Team dsm-firmenich PostNL DFP | Team dsm-firmenich PostNL DFP | Team dsm-firmenich PostNL DFP |
| ----------------------------- | ----------------------------- | ----------------------------- |
| #                             | Cyklist                       | Placering                     |
| 141                           | Oscar Onley (GBR)             | 8.                            |
| 142                           | Tobias Lund Andresen (DEN)    | 127.                          |
| 143                           | Pavel Bittner (CZE)           | 118.                          |
| 144                           | Sean Flynn (GBR)              | 119.                          |
| 145                           | Chris Hamilton (AUS)          | 61.                           |
| 146                           | Gijs Leemreize (NED)          | 44.                           |
| 147                           | Frank van den Broek (NED)     | 29.                           |
| Sportchef : Pim Ligthart      |                               |                               |

| Team Jayco AlUla JAY                    | Team Jayco AlUla JAY        | Team Jayco AlUla JAY |
| --------------------------------------- | --------------------------- | -------------------- |
| #                                       | Cyklist                     | Placering            |
| 151                                     | Mauro Schmid (SUI)          | 60.                  |
| 152                                     | Hagos Welay Berhe (ETH)     | 80.                  |
| 153                                     | Lawson Craddock (USA)       | DNF-5                |
| 154                                     | Felix Engelhardt (GER)      | 95.                  |
| 155                                     | Anders Foldager (DEN)       | 57.                  |
| 156                                     | Amund Grøndahl Jansen (NOR) | 135.                 |
| 157                                     | Michael Matthews (AUS)      | 72.                  |
| Sportchef : Mathew Hayman, Valerio Piva |                             |                      |

| Team Visma \| Lease a Bike TVL     | Team Visma \| Lease a Bike TVL               | Team Visma \| Lease a Bike TVL |
| ---------------------------------- | -------------------------------------------- | ------------------------------ |
| #                                  | Cyklist                                      | Placering                      |
| 161                                | Ben Tulett (GBR)                             | 23.                            |
| 162                                | Robert Gesink (NED)                          | 67.                            |
| 163                                | Wilco Kelderman (NED)                        | 9.                             |
| 164                                | Johannes Staune-Mittet (NOR)                 | 26.                            |
| 165                                | Cian Uijtdebroeks (BEL)                      | 35.                            |
| 166                                | Milan Vader (NED)                            | 47.                            |
| 167                                | Attila Valter (HUN) (landsväg och tempolopp) | 27.                            |
| Sportchef : Addy Engels, Marc Reef |                                              |                                |

| UAE Team Emirates UAD                         | UAE Team Emirates UAD          | UAE Team Emirates UAD |
| --------------------------------------------- | ------------------------------ | --------------------- |
| #                                             | Cyklist                        | Placering             |
| 171                                           | Adam Yates (GBR)               | 1.                    |
| 172                                           | Filippo Baroncini (ITA)        | 85.                   |
| 173                                           | Jan Christen (SUI)             | 30.                   |
| 174                                           | Isaac del Toro (MEX)           | 13.                   |
| 175                                           | Finn Fisher-Black (NZL)        | 73.                   |
| 176                                           | João Almeida (POR) (tempolopp) | 2.                    |
| 177                                           | Marc Hirschi (SUI) (landsväg)  | 90.                   |
| Sportchef : Fabrizio Guidi, Simone Pedrazzini |                                |                       |

| Israel-Premier Tech IPT             | Israel-Premier Tech IPT   | Israel-Premier Tech IPT |
| ----------------------------------- | ------------------------- | ----------------------- |
| #                                   | Cyklist                   | Placering               |
| 181                                 | Pascal Ackermann (GER)    | 121.                    |
| 182                                 | George Bennett (NZL)      | 17.                     |
| 183                                 | Marco Frigo (ITA)         | 66.                     |
| 184                                 | Matthew Riccitello (USA)  | 5.                      |
| 185                                 | Michael Schwarzmann (GER) | 136.                    |
| 186                                 | Jake Stewart (GBR)        | DNF-7                   |
| 187                                 | Stephen Williams (GBR)    | 81.                     |
| Sportchef : Steve Bauer, Sam Bewley |                           |                         |

| Lotto Dstny LTD                      | Lotto Dstny LTD        | Lotto Dstny LTD |
| ------------------------------------ | ---------------------- | --------------- |
| #                                    | Cyklist                | Placering       |
| 191                                  | Arnaud De Lie (BEL)    | 109.            |
| 192                                  | Cedric Beullens (BEL)  | 98.             |
| 193                                  | Jarrad Drizners (AUS)  | 113.            |
| 194                                  | Pascal Eenkhoorn (NED) | DNS-6           |
| 195                                  | Jacopo Guarnieri (ITA) | DNS-5           |
| 196                                  | Sylvain Moniquet (BEL) | 48.             |
| 197                                  | Maxim Van Gils (BEL)   | 28.             |
| Sportchef : Dirk Demol, Marc Wauters |                        |                 |

| Q36.5 Pro Cycling Team Q36                     | Q36.5 Pro Cycling Team Q36 | Q36.5 Pro Cycling Team Q36 |
| ---------------------------------------------- | -------------------------- | -------------------------- |
| #                                              | Cyklist                    | Placering                  |
| 201                                            | Matteo Badilatti (SUI)     | 15.                        |
| 202                                            | Xabier Azparren (ESP)      | 105.                       |
| 203                                            | Gianluca Brambilla (ITA)   | 64.                        |
| 204                                            | Walter Calzoni (ITA)       | 82.                        |
| 205                                            | David de la Cruz (ESP)     | 14.                        |
| 206                                            | Damien Howson (AUS)        | 49.                        |
| 207                                            | Kamil Małecki (POL)        | 92.                        |
| Sportchef : Gabriele Missaglia, Alex Sans Vega |                            |                            |

| Team Corratec-Vini Fantini COR                     | Team Corratec-Vini Fantini COR | Team Corratec-Vini Fantini COR |
| -------------------------------------------------- | ------------------------------ | ------------------------------ |
| #                                                  | Cyklist                        | Placering                      |
| 211                                                | Alexandre Balmer (SUI)         | 75.                            |
| 212                                                | Matteo Amella (ITA)            | 142.                           |
| 213                                                | Valentin Darbellay (SUI)       | 103.                           |
| 214                                                | Antoine Debons (SUI)           | 117.                           |
| 215                                                | Roberto González (PAN)         | 108.                           |
| 216                                                | Marco Murgano (ITA)            | 141.                           |
| 217                                                | Jan Stöckli (SUI)              | 128.                           |
| Sportchef : Francesco Frassi, Aljaksandr Kutjynski |                                |                                |

| Tudor Pro Cycling Team TUD                   | Tudor Pro Cycling Team TUD  | Tudor Pro Cycling Team TUD |
| -------------------------------------------- | --------------------------- | -------------------------- |
| #                                            | Cyklist                     | Placering                  |
| 221                                          | Yannis Voisard (SUI)        | DNS-7                      |
| 222                                          | Marco Brenner (GER)         | 19.                        |
| 223                                          | Marius Mayrhofer (GER)      | 76.                        |
| 224                                          | Sébastien Reichenbach (SUI) | DNS-6                      |
| 225                                          | Roland Thalmann (SUI)       | 56.                        |
| 226                                          | Hannes Wilksch (GER)        | 77.                        |
| 227                                          | Luc Wirtgen (LUX)           | 99.                        |
| Sportchef : Sylvain Blanquefort, Bart Leysen |                             |                            |

| Schweiz SUI                                   | Schweiz SUI       | Schweiz SUI |
| --------------------------------------------- | ----------------- | ----------- |
| #                                             | Cyklist           | Placering   |
| 231                                           | Antoine Aebi      | DNF-4       |
| 232                                           | Elia Blum         | 144.        |
| 233                                           | Christoph Janssen | 143.        |
| 234                                           | Luca Jenni        | 125.        |
| 235                                           | Fabio Püntener    | 83.         |
| 236                                           | Jan Sommer        | 126.        |
| 237                                           | Félix Stehli      | 139.        |
| Sportchef : Michael Albasini, Tristan Marguet |                   |             |

Förklaringar
DNF = Fullföljde inte, OTL = Utanför tidsgränsen, DNS = Startade inte, DSQ = Diskvalificerad